# Saint-Martin-des-Landes
Saint-Martin-des-Landes település Franciaországban, Orne megyében. Lakosainak száma 187 fő (2022. január 1.). Saint-Martin-des-Landes Carrouges, Lignières-Orgères, Chahains, Ciral és Saint-Ellier-les-Bois községekkel határos.

## Népesség
A település népessége az elmúlt években az alábbi módon változott:
| Lakosok száma | 206  | 210  | 218  | 216  | 207  | 199  | 190  | 187  | 187  |
|               | 2013 | 2015 | 2016 | 2017 | 2018 | 2019 | 2020 | 2021 | 2022 |